# Eduardo Molina Fajardo
Eduardo Molina Fajardo (Granada, 14 de noviembre de 1914 – íd., 3 de noviembre de 1979) fue un periodista y escritor español.

## Biografía
Nació en 1914 en Granada, en cuya universidad cursó estudios de Filosofía y Letras.
Se afilió a Falange y tras licenciarse empezó a trabajar como periodista. A lo largo de su vida llegó a dirigir los diarios Odiel, Yugo, Sevilla y Patria, todos ellos pertenecientes a la Cadena de Prensa del Movimiento. Fue además autor de varias obras, de entre las cuales destaca su obra póstuma Los últimos días de García Lorca, un estudio sobre el asesinato del poeta Federico García Lorca. La publicación de esta obra levantó mucha polémica en su día, y algunos autores critican que la obra minimice la participación falangista en el asesinato de García Lorca. Molina Fajardo falleció en 1979.
Tras su muerte, su biblioteca fue donada por la familia a la Universidad de Granada.

## Obras
- — (1962). Manuel de Falla y el "cante jondo", Universidad de Granada.
- — (1974). El flamenco en Granada: Teoría de sus orígenes e historia. Granada: Miguel Sánchez Editor.
- — (1979). Historia de los periódicos granadinos (siglos XVIII y XIX). Diputación de Granada.
- — (1983). Los últimos días de García Lorca, Barcelona: Plaza & Janés.